# Anatolij Nazarenko
Anatolij Ivanovič Nazarenko (in russo Анатолий Иванович Назаренко?; Almaty, 19 dicembre 1948) è un ex lottatore sovietico, dal 1991 kazako, specializzato nella lotta greco-romana.

## Palmarès

### Olimpiadi
- 1 medaglia:
  - 1 argento (Monaco di Baviera 1972 nei pesi medi)